# 伊莫洛
伊莫洛，是匈牙利包尔绍德-奥包乌伊-曾普伦州所辖的一个村。总面积18.12平方公里，总人口93，人口密度5.1人/平方公里（2011年1月1日）。